# Nycterephes coracopa
Nycterephes coracopa là một loài bướm đêm trong họ Geometridae.